# Bobtown (Virginia)
Bobtown es un lugar designado por el censo situado en el condado de Accomack, Virginia  (Estados Unidos). Según el censo de 2010 tenía una población de 211 habitantes.

## Demografía
Según el censo de 2010, Bobtown Shores tenía una población en la que el 80,6% eran blancos; el 14,7% afroamericanos; el 0,0% eran indios americanos y nativos de Alaska; el 0,0% eran asiáticos; el 1,9% hawaianos y otros isleños del Pacífico; el 1,9% de otra raza, y el 0,9% a partir de dos o más razas. El 2,4% del total de la población eran hispanos o latinos de cualquier raza.